# Sesamothamnus rivae
Sesamothamnus rivae är en sesamväxtart som beskrevs av Adolf Engler. Sesamothamnus rivae ingår i släktet Sesamothamnus och familjen sesamväxter. Inga underarter finns listade i Catalogue of Life.